# وین استفنسون
وین استفنسون (انگلیسی: Wayne Stephenson; ۲۹ ژانویهٔ ۱۹۴۵ – ۲۲ ژوئن ۲۰۱۰) بازیکن هاکی روی یخ اهل کانادا بود.
وی همچنین برندهٔ جوایزی همچون جام استنلی شده‌است.
از باشگاه‌هایی که در آن بازی کرده‌است می‌توان به فیلادلفیا فلایرز اشاره کرد.